# الحمة (الطفة)

تعديل مصدري - تعديل

الحمة هي إحدى قرى عزلة آل عبد الله وآل هشام بمديرية الطفة التابعة لمحافظة البيضاء، بلغ تعداد سكانها 395 نسمة حسب تعداد اليمن لعام 2004.